# Brina Svit
Brina Svit (pseudonym för Brina Švigelj-Mérat), född 31 maj 1954 i Ljubljana, Slovenien, SFR Jugoslavien, är en slovensk författare, journalist och regissör.  
Svit började lära sig franska i skolan, och var med i en teatergrupp som leddes av en välkänd fransklärare i Ljubljana. De repeterade och spelade pjäser på franska. Brina studerade fransk litteratur på universitetet i Ljubljana. 1980 flyttade hon till Paris och fortsatte sina studier där. Hon träffade sin franske man när hon var hans tolk i Ljubljana och paret valde att bosätta sig i Paris.
Brina Svit delar numera sin tid mellan Paris och Ljubljana. Hon är journalist för tidningen Delo och skriver även för välkända franska tidningar och tidskrifter. Hon har skrivit flera romaner, först på slovenska men bytte sedan språk till franska. De romaner hon skrivit på franska har hon sedan själv översatt till slovenska.
Brina Svit är också en av ett 40-tal författare från olika länder som medverkat i essäsamlingen ”Views from the Bridge of Europe”. Den innehåller korta essäer med den gemensamma nämnaren ”bro”, och är inspirerad av Europabron över Rhen, som förenar Tyskland och Frankrike vid Strasbourg – Kehl. Texterna är skrivna på originalspråk och översatta till engelska, tyska och franska.

## Verk i urval
- April 1984
- Smrt slovenske primadone (En slovenska primadonnas död) 2000
- Navadna razmerja 1998
- Con Brio 1998
- Moreno 2003
- Un cœur de trop (Odveč srce) 2006
- Coco Dias ou la Porte Dorée (Coco Dias ali Zlata  Vrata) 2008
- Petit éloge de la rupture, 2009
- Une nuit à Reykjavík, 2011
- Visage slovène, 2013

(De tre sista är skrivna på franska och översatta till slovenska)